# Shawn Ashmore
Shawn Robert Ashmore (Richmond, Columbia Británica; 7 de octubre de 1979) es un actor canadiense de cine y televisión. Es reconocido por interpretar a Jake en la serie Animorphs y por su participación como Bobby Drake/Hombre de Hielo en las reconocidas películas de X-Men. Es hermano gemelo de Aaron Ashmore, también actor. Actualmente interpreta a Wesley Evers en la serie The Rookie.

## Biografía
Ashmore nació en Richmond, Columbia Británica. Es hijo de Linda, una ama de casa, y Rick Ashmore, un ingeniero de fabricación. Se crio en St. Albert, Alberta y Brampton, Ontario, donde asistió a la escuela secundaria Turner Fenton y Earnscliffe escuela pública superior. Su hermano gemelo, Aaron Ashmore, también es actor. Aaron y Shawn han actuado como gemelos en varias películas. Aaron es un poco más alto que Shawn y, de acuerdo con Aaron, Shawn es elegido como el chico bueno, mientras que el propio Aaron se presenta como el agresor.

## Carrera
El papel más conocido de Shawn Ashmore es el de Bobby Drake, quien se convierte en el Hombre de Hielo en X-Men y sus secuelas X-Men 2 , X-Men: The Last Stand y X-Men: días del futuro pasado. Ashmore también repitió su papel como el Hombre de Hielo en la serie animada El escuadrón de superhéroes, así como también en X-Men: El videojuego oficial.
Ashmore interpretó al Cadete Mayor Brad Rigby en Cadete Kelly, en la película original de Disney Channel, que se emitió en el año 2002 y protagonizada por Hilary Duff. Apareció como actor invitado especial en dos episodios de Smallville como Eric Summers, una serie en la que su hermano más tarde consiguió el papel de Jimmy Olsen. Ha protagonizado papeles en las series de televisión Animorphs como Jake Berenson y en In a Heartbeat como Tyler Connell.
En diciembre de 2004, fue elegido para el papel principal en la miniserie de ciencia ficción, Legend of Earthsea, basada en las novelas de Ursula K. Le Guin. Interpreta el papel de Ged en Earthsea, un joven en entrenamiento, que toma el consejo de un mago (Danny Glover) y se enamora de Tenar (Kristin Kreuk), la protegida de la Alta Sacerdotisa de las Tumbas de Atuan (Isabella Rossellini).
En 2005, protagoniza la película de televisión Terry para la cadena CTV  sobre la historia de Terry Fox en Canadá. Se emitió en septiembre de ese año. En 2008, interpretó a uno de los protagonistas de la película de terror The Ruins. En 2010 participó del thriller dramático de Adam Green, Frozen como Joe Lynch.
En el año 2011 protagoniza la película de guerra apocalíptica The Day junto a Dominic Monaghan, Michael Eklund, Shannyn Sossamon y Ashley Bell, así como la serie de televisión The Following, protagonizada por Kevin Bacon. En 2014 volvió como Bobby Drake/Hombre de Hielo en X-Men: días del futuro pasado.
En abril de 2016, Shawn apareció en Quantum Break, un videojuego de disparos en tercera persona para un solo jugador desarrollado por Remedy Entertainment y publicado por Microsoft Studios, el cual presenta escenas de corte de acción en vivo de alto presupuesto en las que Shawn interpreta al personaje principal, Jack Joyce. También hizo la captura de movimiento y la actuación de voz para el personaje.
Desde octubre de 2016 hasta enero de 2017, interpretó el papel de Sam Spencer en el drama legal estadounidense Conviction. La serie fue filmada en Toronto. En el año 2019 formó parte del videojuegoThe Dark Pictures: Man of Medan, interpretando el personaje de Conrad.

## Vida privada
El 27 de julio de 2012, Ashmore se casó con la productora ejecutiva Dana Renee Wasdin, a quien conoció durante el rodaje de Frozen. La pareja tiene un hijo, nacido en 2017.

## Filmografía

### Cine
| Cine | Cine                          | Cine                        | Cine          |
| Año  | Película                      | Rol                         | Notas         |
| ---- | ----------------------------- | --------------------------- | ------------- |
| 1991 | Married to it                 | Estudiante                  |               |
| 1998 | Strinke!                      | Fotógrafo                   |               |
| 2000 | X-Men                         | Bobby Drake/Hombre de Hielo |               |
| 2003 | X-Men 2                       | Bobby Drake/Hombre de Hielo |               |
| 2004 | My Brother's Keeper           | Hermano gemelo              | No acreditado |
| 2005 | Underclassman                 | Rob Donovan                 |               |
| 2005 | 3 Needles                     | Dennis (Actor porno)        |               |
| 2005 | The Quiet                     | Connor                      |               |
| 2006 | X-Men: The Last Stand         | Bobby Drake/Hombre de Hielo |               |
| 2008 | Solstice                      | Christian                   |               |
| 2008 | Las ruinas                    | Eric                        |               |
| 2010 | Frozen                        | Joe Lynch                   |               |
| 2010 | Hatchet II                    | Pescador #1                 | No acreditado |
| 2010 | Mother's Day                  | George Barnum               |               |
| 2011 | The Day                       | Adam                        |               |
| 2012 | El mariachi gringo            | Edward                      |               |
| 2012 | The Barrens                   | Dale                        |               |
| 2013 | Breaking the Girls            | Eric Nolan                  |               |
| 2014 | X-Men: días del futuro pasado | Bobby Drake/Hombre de Hielo |               |
| 2018 | Actos de violencia            | Brandon                     |               |
| 2021 | Mudanza Mortal                | Kevin Dadich                |               |

### Televisión
| Televisión    | Televisión                           | Televisión                    | Televisión       |
| Año           | Título                               | Rol                           | Notas            |
| ------------- | ------------------------------------ | ----------------------------- | ---------------- |
| 1989          | Katts and Dog                        |                               | 1 episodio       |
| 1992          | The Ray Bradbury Theater             | Charlie                       | 1 episodio       |
| 1993          | Gross Misconduct                     | Joven Brian 'Spinner' Spencer | Película para Tv |
| 1994          | Guitarman                            | Waylon Tibbins                | Película para Tv |
| 1995          | Long Island Fever                    | Donny                         | Película para Tv |
| 1997          | Flash Forward                        | Gord                          | 1 episodio       |
| 1997          | Promise the Moon                     | Leviatus Bennett              | Película para Tv |
| 1997          | Any Mother's Son                     | Billy                         | Película para Tv |
| 1997          | Melanie Darrow                       | David Abbott                  | Película para Tv |
| 1997          | Fast Track                           | Joven Chandler                | 1 episodio       |
| 1999          | The City                             | Tyler                         | 1 episodio       |
| 1999          | Real Kids, Real Adventures           | Aaron Hall                    | 1 episodio       |
| 1999          | At the Mercy of a Stranger           | Danny                         | Película para Tv |
| 1999          | Dear America: The Winter of Red Snow | Ben Valentine                 | Corto para Tv    |
| 1998-2000     | Animorphs                            | Jake Berenson                 |                  |
| 2000          | Earth: Final Conflict                | Max                           | 1 episodio       |
| 2000          | The Famous Jett Jackson              | Chet                          | 1 episodio       |
| 2001          | The Big House                        | Trevor Brewster               | Película para Tv |
| 2001          | Blackout                             | Primer hijo                   | Película para Tv |
| 2001          | The outer limits                     | Morris Shottwell              | 1 episodio       |
| 2001          | Wolf Girl                            | Beau                          | Película para Tv |
| 2001          | Smallville                           | Eric Summers                  | S1:Episode 12    |
| 2000-2001     | In a Heartbeat                       | Tyler Connell                 | 20 episodios     |
| 2002          | Aces                                 |                               | Película para Tv |
| 2002          | Cadet Kelly                          | Brad Rigby                    | Película para Tv |
| 2002          | Past Present                         | Estudiante                    | Corto            |
| 2002-2004     | Smallville                           | Eric Summers                  | 2 episodios      |
| 2004          | Earthsea                             | Ged                           | Miniserie        |
| 2005          | Terry                                | Terry Fox                     | Película para Tv |
| 2009          | Diverted                             | Mike Stiven                   | Película para Tv |
| 2009-2010     | El escuadrón de superhéroes          | Bobby Drake/Hombre de Hielo   | 2 episodios      |
| 2010          | Bloodletting & Miraculous Cures      | Fitz                          | Miniserie        |
| 2010          | Fringe                               | Joshua Rose                   | 1 episodio       |
| 2012          | Already Gone                         | Jude Mulvey                   | Corto            |
| 2013-2015     | The Following                        | Mike Weston                   | Serie de Tv      |
| 2016 - 2017   | Conviction                           | Sam Spencer                   | Serie de Tv      |
| 2018          | S.W.A.T.                             | William Tanner                | 1 episodio       |
| 2018–presente | The Rookie                           | Wesley Evers                  | 14 episodios     |
| 2019          | Into the Dark                        | Thomas                        | 1 episodio       |
| 2020          | The Boys                             | Lamplighter                   |                  |

### Videojuegos
| Año  | Título                          | Personaje                             | Notas                           |
| ---- | ------------------------------- | ------------------------------------- | ------------------------------- |
| 2004 | Everytime                       | Cameo policía                         | Video musical de Britney Spears |
| 2006 | X-Men: El videojuego oficial    | Bobby Drake/Hombre de Hielo           | Voz/Videojuego                  |
| 2016 | Quantum Break                   | Jack Joyce                            | Voz/Captura de movimientos      |
| 2019 | The Dark Pictures: Man of Medan | Conrad                                | Voz/Captura de movimientos      |
| 2023 | Alan Wake 2                     | Tim Breaker/The Sheriff/Shawn Ashmore | Voz/Captura de movimientos      |